# Xã Big Island, Quận Marion, Ohio
Xã Big Island (tiếng Anh: Big Island Township) là một xã thuộc quận Marion, tiểu bang Ohio, Hoa Kỳ. Năm 2010, dân số của xã này là 1.205 người.